# Joseph Moritz
Joseph Moritz oder Moriz (auch Josef Moritz; Ordensname Benedikt Moritz; * 16. Februar 1769 in Ensdorf; † 13. März 1834 in München) war ein deutscher Historiker und Hochschullehrer.

## Leben
Moritz war Sohn eines Handwerkers. 1789 trat er im Kloster Ensdorf in den Benediktinerorden ein. Dort war er als Bibliothekar und Archivar tätig. Er beantwortete mehrere Preisfragen und wurde 1800 Mitglied der Bayerischen Akademie der Wissenschaften zu München. 1793 erfolgte seine Priesterweihe. Nach der Säkularisation wurde er Verwalter der Provinzialbibliothek Amberg, 1815 Professor am dortigen hochschulischen Lyzeum. 1824 wechselte er als solcher an die Hochschule in Dillingen.
Moritz wollte sich weiter der Quellenforschung widmen und konnte durch den Freiherrn Maximilian von Freyberg-Eisenberg 1827 eine Stelle am Königlich Bayerischen Reichsarchiv erlangen. Außerdem bearbeitete er für die Akademie der Wissenschaften die Urkunden für die Bände 28 und 29 der Monumenta Boica. Zudem besorgte er die Herausgabe der Traditionsbücher des Bistums Passau und des Klosters Ensdorf für die Sammlung historischer Schriften und Urkunden.
Josef Moritz starb im Alter von 65 Jahren.

## Grabstätte

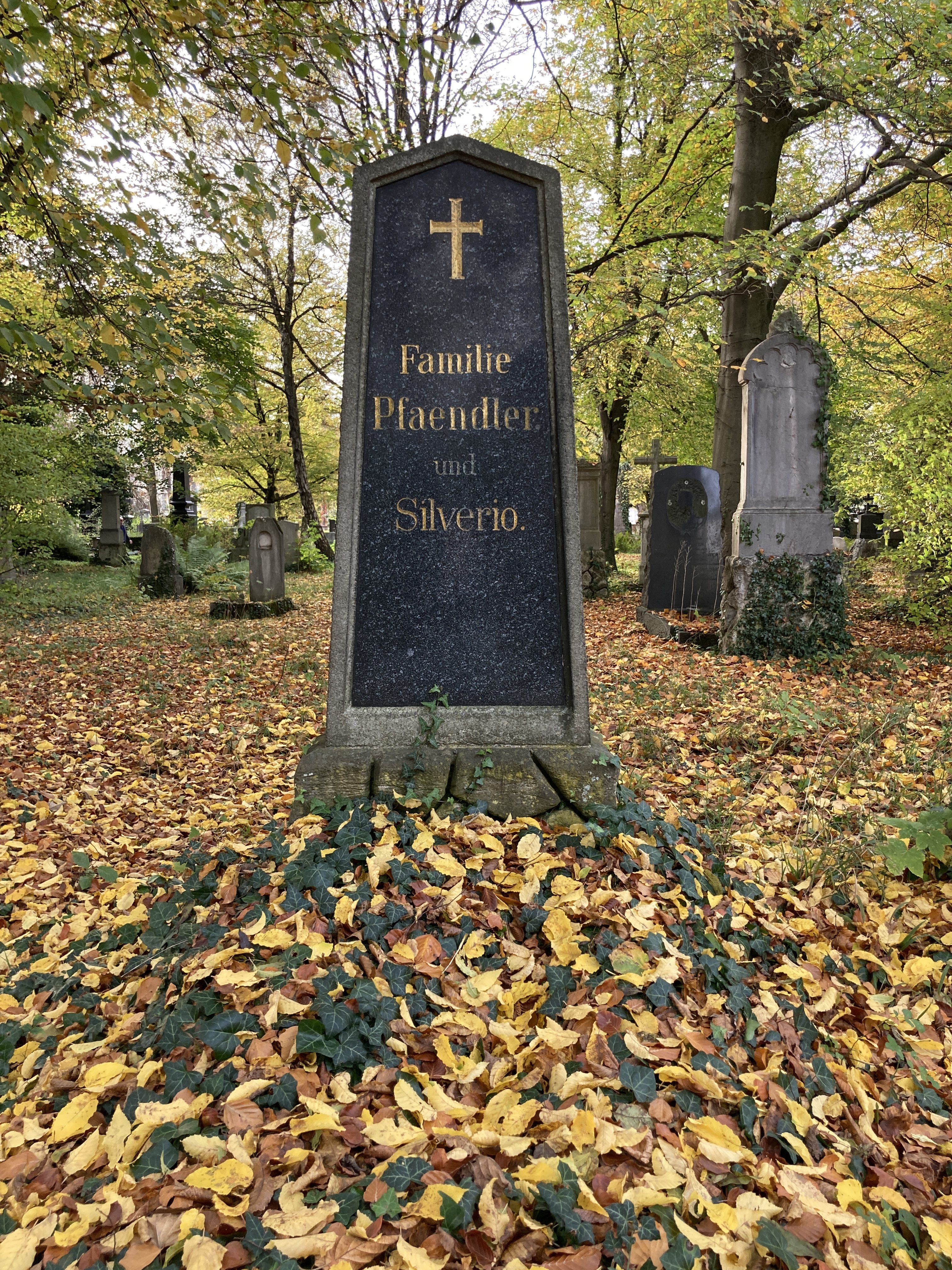
Grab von Josef Moritz auf dem Alten Südlichen Friedhof in München

Die Grabstätte von Josef Moritz befindet sich auf dem Alten Südlichen Friedhof in München (Gräberfeld 5 – Reihe 1 – Platz 7) Standort. Auf dem Grabstein steht „Familie Pfaendler und Silverio“. Der Name von Josef Moritz ist nicht vermerkt, doch auch er liegt in dieser Grabstätte.

## Schriften (Auswahl)
- Kurze Geschichte der Grafen von Formbach, Lambach und Pütten, in Hinsicht auf ihre Abstammung, Besitzungen, Ministerialien und Stiftungen. Akademie-Verlag, München 1803.
- Repertorium oder allgemeines Register über die Matrikel des Bißthums Regensburg. Schaupp, Regensburg 1814.
- Conspectus Catalogi I. Bibliothecae regiae Ambergensis. Amberg 1815.
- Universal-, Real-, Personal- und geographisches Register zur Geschichte der Religion Jesu Christi von Friedrich Leopold Grafen zu Stolberg, 2 Bände. Perthes, Hamburg 1825.
- Commentarius diplomatico-criticus super duplex privilegium Austriacum Friderici I. et II. Imperatorum, München 1831.
- Stammreihe und Geschichte der Grafen von Sulzbach, 2 Bände. Akademie-Verlag, München 1833 (Digitalisat des ersten Bandes).